# 154-й меридіан західної довготи
154-й меридіан західної довготи — лінія довготи, що лежить на 154 градуси західніше Гринвіцького меридіана. Вона проходить від Північного полюса через Північний Льодовитий океан, Північну Америку, Тихий океан, Південний океан та Антарктиду до Південного полюса.
154-й меридіан західної довготи формує велике коло разом із 26-тим меридіаном східної довготи.

## Список географічних об'єктів, що перетинає 154° зх. д.
Починаючи на Північному полюсі та рухаючись до Південного полюса, 154-й меридіан західної довготи проходить через:
| Координати                                                   | Країна, територія або море | Примітки                                                     |
| ------------------------------------------------------------ | -------------------------- | ------------------------------------------------------------ |
| 90°0′ пн. ш. 154°0′ зх. д. / 90.000° пн. ш. 154.000° зх. д.  | Північний Льодовитий океан |                                                              |
| 71°45′ пн. ш. 154°0′ зх. д. / 71.750° пн. ш. 154.000° зх. д. | Море Бофорта               |                                                              |
| 70°50′ пн. ш. 154°0′ зх. д. / 70.833° пн. ш. 154.000° зх. д. | США                        | Аляска                                                       |
| 59°21′ пн. ш. 154°0′ зх. д. / 59.350° пн. ш. 154.000° зх. д. | Затока Камішак[en]         |                                                              |
| 59°4′ пн. ш. 154°0′ зх. д. / 59.067° пн. ш. 154.000° зх. д.  | США                        | Аляска                                                       |
| 58°29′ пн. ш. 154°0′ зх. д. / 58.483° пн. ш. 154.000° зх. д. | Протока Шеліхова[en]       |                                                              |
| 57°39′ пн. ш. 154°0′ зх. д. / 57.650° пн. ш. 154.000° зх. д. | США                        | Аляска — проходить через острів Кадьяк                       |
| 56°44′ пн. ш. 154°0′ зх. д. / 56.733° пн. ш. 154.000° зх. д. | Тихий океан                |                                                              |
| 56°33′ пн. ш. 154°0′ зх. д. / 56.550° пн. ш. 154.000° зх. д. | США                        | Аляска — проходить через острів Сіткінак[en]                 |
| 56°30′ пн. ш. 154°0′ зх. д. / 56.500° пн. ш. 154.000° зх. д. | Тихий океан                | Проходить західніше атола Маупіхаа[en], Французька Полінезія |
| 60°0′ пд. ш. 154°0′ зх. д. / 60.000° пд. ш. 154.000° зх. д.  | Південний океан            |                                                              |
| 77°7′ пд. ш. 154°0′ зх. д. / 77.117° пд. ш. 154.000° зх. д.  | Антарктида                 | Проходить через Територію Росса (претендує Нова Зеландія)    |